# Јармила Кратохвилова
Јармила Кратохвилова (чеш. Jarmila Kratochvílová; Голчув Јењиков, 26. јануар 1951) је бивша чехословачка атлетичарка која се такмичила у трчању на 400 и 800 метара. Јармила Кратохвилова је актуелна светска рекордерка у трчању на 800 метара, са резултатом 1:53,28 постигнутим у Минхену 1983.
Њена спортска каријера је била успорена услед повреда. Стално је била у сенци Марите Кох, а свој врхунац је достигла са 32 године живота. Године 1983. је неочекивано учествовала у трци на 800 метара (што није њена основна дисциплина) и постигла светски рекорд. Покушала је и успела да освоји златне медаље у трчању на 400 и 800 метара на првом Светском првенству у атлетици 1983. у Хелсинкију. Том приликом је поставила светски рекорд у трчању на 400 метара резултатом 47,99 секунди. Марита Кох је оборила овај рекорд 1985.